# Leone Boccali
Leone Boccali (Incino, 29 settembre 1902 – Roma, 9 dicembre 1964) è stato un giornalista italiano.
Fu uno dei più importanti giornalisti sportivi degli anni '30, '40, '50 e '60. 

## Biografia
Trasferitosi dalla città natale a Milano, giocò nella squadra boys dell'Inter. È iscritto negli annali dell'Enotria per quello che in tempi successivi fu ritenuto fosse il primo atto di compravendita di calciatori dopo la prima guerra mondiale (il passaggio di Leopoldo Conti dall'Enotria Goliardo all'Inter).
Iniziò a scrivere cronache sportive a 19 anni. È già un giornalista professionista corrispondente da Milano per il quotidiano sportivo romano "Il Littoriale" quando firma l'intervista a Giuseppe Meazza e alla madre, la "Storia del Balilla", da lui pubblicata il 30 maggio 1930.
Nel dicembre 1931 ha la grande intuizione che cambierà per 30 e più anni l'informazione sportiva italiana: fonda "Il Calcio Illustrato". Sulle sue pagine scrissero, oltre all'ex azzurro Renzo De Vecchi, importanti firme del giornalismo meneghino quali Bruno Slawitz, Mario Zappa e Bruno Roghi.
Giornalista molto versatile, entusiasta e presente ad ogni manifestazione sportiva, nel 1939 ideò e curò con De Vecchi l'Enciclopedia illustrata del calcio italiano, un almanacco enciclopedico che riportasse tutta la storia del calcio italiano. A lungo in ambienti giornalistici il suo libro fu etichettato con il suo cognome: il "Boccali".
Nel 1942 realizzò con la redazione sportiva de "Il calcio illustrato" la storia della nazionale italiana in 6 dispense titolandola "Storia illustrata della Nazionale di calcio 1910-1942", pubblicazione che fu ripetuta nel 1950.
Nel dopoguerra intuì e sfruttò il grande boom dato dal giro d'Italia al ciclismo cambiando la denominazione del rotocalco calcistico nazionale in "Il calcio e il ciclismo illustrato". Fortemente impegnato in tutte le manifestazioni motoristiche fu anche capo addetto stampa alle Mille Miglia quando nel 1947 riprese ufficialmente le corse sulle strade italiane.
Fu il successore di Roghi alla presidenza dell'Unione Stampa Sportiva Italiana (USSI).
Aveva da poco chiuso le pagine dell'almanacco 1965, ultimo libro a cui partecipò dando il suo diretto contributo, quando dopo una importante riunione di giornalisti mentre ritornava all'hotel alle 2 di notte fu colto da una crisi cardiaca che lo stroncò.
Inutile la corsa all'ospedale di Santo Spirito. Lasciò la moglie Erminia Bianchi e i figli Giuliano e Franco.
Gli è stata dedicata la sala conferenze dello stadio San Siro.